# Micropholis polita
Micropholis polita là một loài thực vật thuộc họ Sapotaceae.
Đây là loài đặc hữu của Cuba, hiện đang bị đe dọa vì mất môi trường sống.
Two subspecies have been named:
- Micropholis polita ssp. hotteana Judd
- Micropholis polita ssp. polita